# 御手洗冨士夫
御手洗 冨士夫（みたらい ふじお、1935年9月23日 - ）は、日本の経営者・実業家。キヤノン代表取締役会長兼社長。
第6代、第8代キヤノン社長を経て、同会長。第2代日本経済団体連合会会長を務め、現在は名誉会長。内閣府経済財政諮問会議議員。若者の人間力を高めるための国民会議議長。鉄道貨物協会会長。読売新聞グループ本社監査役。ラグビーワールドカップ2019組織委員会会長。2020年東京オリンピック・パラリンピック競技大会組織委員会名誉会長。

## 人物
大分県立佐伯鶴城高等学校から転入して東京都立小山台高等学校、中央大学法学部卒業。「財界総理」といわれる日本経済団体連合会会長職に私立大学出身者として初めて就任した。
アメリカ勤務が23年間と長く、アメリカ仕込みの合理的経営をキヤノン経営にも持ち込んだ。

## 来歴
- 1935年9月23日：大分県南海部郡蒲江町（現・佐伯市）に生まれる。
- 1961年3月：中央大学法学部卒業。在学中より法曹を目指し司法試験を受験するが断念し、同年4月、伯父御手洗毅が創業者の一人であったキヤノンに入社。
- 1979年：キヤノンUSA社長に就任。
- 1995年：社長を務めた従弟の御手洗肇の死去を受けて第6代社長に就任する。
- 2000年：ビジネス機械・情報システム産業協会会長に就任[3]。
- 2006年：日本経済団体連合会会長に就任。キヤノン会長に就任。
- 2010年：日本経済団体連合会会長を退任。現在名誉会長。
- 2012年：キヤノン社長に6年ぶりに復帰し、キヤノン代表取締役会長兼社長となる。
- 2013年：秋の叙勲にて旭日大綬章を受章[4]、日本郵政株式会社取締役
- 2016年：キヤノン会長に専念。
- 2020年：キヤノン社長に2度目の復帰、社長を務めるのは3回目[5]。
- 2021年：公益財団法人ボーイスカウト日本連盟総裁就任。

## 業績
社長就任後、キャッシュフロー経営を取入れ、キヤノンの財務体質強化に乗り出す。事業の「選択と集中」を掛け声として、手初めに液晶ディスプレイや光ディスク、パーソナルコンピュータ事業から撤退、経営資源を利益率の高いプリンター、カメラ、半導体製造装置等に集中させた。次に生産性の高いセル生産方式をキヤノンに導入、生産性の低下していた工場の生産効率強化に乗り出し生産性向上を達成した。第一期社長就任前にあった8400億を超える負債を事実上完済し、日本有数のキャッシュフローを持つ企業にまで財務体質を改善、営業利益率などの経営指標も製造業トップクラスにまで押し上げた。

## 評価
デフレ不況の中キヤノンは純利益で3期連続の過去最高を達成し、2003年、米ビジネスウィーク誌が選ぶ「世界の経営者25人」に選ばれた。
2023年のキヤノン株主総会では、女性取締役が1人もいない事を理由に御手洗の取締役賛成率が50.59%の僅差だった。2024年はキヤノン初の女性取締役を登用したことなどが奏功し、取締役賛成率は90.86％と一転した。

## 終身雇用の実力主義
「終身雇用の実力主義」を掲げ、日本流の終身雇用による運命共同体としての集団結束力の強化と、米国流の競争の中から個々人の力を引き出す経営の両立を実践している。キヤノン社長時代には、厳しい経営環境に際して、雇用の堅持を第一義とし、従業員に対して夏休みの短縮、成果主義の導入、フレックスタイム制の廃止、独身寮・社宅補助の廃止、諸手当の一部廃止などを行い、その代わり雇用を守りきった。

## 政治への対応
2007年1月1日には、経団連会長の立場として、消費税率を“2011年度までに現行より2パーセント程度、その後さらに3パーセント程度上げ”提唱を含んだ、『希望の国、日本』（御手洗ビジョン）を発表した。
一方で、法人税は実効税率を2015年度までに約10パーセント下げるべきだと提唱をしている。
また、それらの経団連の目的の実現のために自由民主党への多額の政治献金を経団連会員である企業に促し、御手洗自ら会長に就いているキヤノンも率先して年数千万円程度の献金を行うことをすでに決定している。
しかし、2009年に政権交代により民主党政権となり、民主党とのパイプをもたないため（ただし、元民主党代表の菅直人とは高校の同窓生である）、発言力は著しく低下した。2010年に、任期満了で経団連会長を退任した。

## 慈善活動
自身の出身地である大分に大型工場や由布市（旧：湯布院町）に保養所を建設した。さらには大分県下の小学校にデジカメを無料で配布するなどの慈善活動も行っている。

## 教育者として
キヤノン本社では御手洗自身が塾長となって『経営塾』と称する実践教育を実践し若手の教育活動を行っている。

## 社会的活動
- 文部科学省国立大学法人評価委員会第1期委員(2003.10.1〜2005.9.30)
- 特定非営利活動法人日本防災士機構評議員

## その他
- 社長就任後、「キヤノンの全事業所を見る。」と言い、現場視察を行った。
- 平社員時代にアメリカに赴任。現地でキヤノンUSA社長に昇格、日本に帰国する前にキヤノン本体の取締役となった。その関係もあり、管理職経験のない経営者となった。
- 「学生時代は学食食べるために通っていたよ。」と冗談を飛ばすこともある。
- 読売新聞主筆の渡辺恒雄氏と旧知の仲。

2010年、財界人で作る巨人軍を応援する燦燦会の会長就任